# 해외첩보사령부
해외첩보사령부(Foregin Intelligence Command (FIC))는 미국 본토 바깥의 해외에 대한 첩보작전을 지휘하는 사령부로, 여러 현장 기지에 있는 해외 첩보부대와 좀더 집중화된 인간정보을 제공하는 임무를 부여받았다.
1992년 2월 1일에 메릴랜드주 포트 조지 G. 미드에 임시로 조직되었고 1993년 1월 1일에 설립되었다. 얼마 안가, 국방부 장관은 국방정보국 통제 아래로 국방 인간첩보 서비스를 일원화하기로 결정하였다. 해외첩보사령부는 1994년 1월 31일에 폐지되었다.
1993년 2월 5일에 어깨소매휘장과 고유부대휘장이 승인되었다.

## 참고
1. 1 2 3  “Foregin Intelligence Command” (영어). The Institute of Heraldry. 2023년 7월 21일에 확인함.

- Finnegan, John Patrick; Danysh, Romana. “Chapter 11: A Future of Uncertainties” (PDF). 《Military Intelligence》 (영어) (Center of Military History): 190. ISBN 9780160942082. CMH Pub 60-13. 2023년 7월 21일에 확인함.
- “United States Army Intelligence and Security Command (INSCOM) Annual Command History, Fiscal Years 1994, 1995, 1996, 1997” (PDF). 《governmentattic.org》 (영어). 2015년 4월 10일. 12(22)쪽. 2023년 7월 21일에 확인함.